# Miriam Schapiro
Miriam Schapiro, também conhecida como Mimi, foi uma artista canadense radicada nos Estados Unidos. Ela foi pintora, escultora, gravadora e pioneira da arte feminista. Ela também foi considerada uma líder do movimento artístico Pattern and Decoration.
Miriam Schapiro foi uma figura central no movimento da arte feminista, conhecida por integrar práticas tradicionais “femininas” na arte de vanguarda e por seu papel em promover o reconhecimento das mulheres na história da arte. Canadense de nascimento e norte-americana por criação, Schapiro teve uma carreira longa e inovadora, na qual explorou temas de identidade, gênero e trabalho artesanal em sua arte, desafiando as hierarquias da cultura visual. A arte de Schapiro confunde a linha entre belas artes e artesanato. Ela incorporou elementos artesanais em suas pinturas devido à associação com mulheres e feminilidade. O trabalho de Schapiro aborda a questão do feminismo e da arte: especialmente no aspecto do feminismo em relação à arte abstrata. Schapiro se aprimorou em seu trabalho artesanal domesticado e foi capaz de criar um trabalho que se destacou entre o resto da alta arte. Essas obras representam a identidade de Schapiro como uma artista que trabalha no centro da abstração contemporânea e, simultaneamente, como uma feminista sendo desafiada a representar a "consciência" das mulheres por meio de imagens. Ela costumava usar ícones associados às mulheres, como corações, decorações florais, padrões geométricos e a cor rosa. Na década de 1970, ela tornou o leque, um objeto tipicamente feminino pequeno, heroico ao pintá-lo de seis pés por doze pés. "A tela em forma de leque, um ícone poderoso, deu a Schapiro a oportunidade de experimentar... Disso surgiu uma superfície de complexidade e opulência texturizada e colorística que formou a base de seu novo estilo pessoal. O quimono, os leques, as casas e os corações eram a forma na qual ela repetidamente despejava seus sentimentos e desejos, suas ansiedades e esperanças".